# Albert von Ettingshausen
Albert von Ettingshausen (Viena, 30 de março de 1850 — Graz, 9 de junho de 1932) foi um físico austríaco.
Foi professor de física na Universidade Técnica de Graz, onde também lecionou engenharia elétrica. Anteriormente havia sido assistente de Ludwig Boltzmann na Universidade de Graz.
Em 1886, juntamente com Walther Nernst, então doutorando na Universidade de Graz, descobriu o fenômeno do efeito termoelétrico atualmente conhecidos como efeito de Ettingshausen e efeito de Nernst.